# تود سترينج
تود سترينج (بالإنجليزية: Todd Strange)‏ هو كاتب أغاني أمريكي، ولد في 31 يناير 1966.

## وصلات خارجية
- تود سترينج على موقع ميوزك برينز (الإنجليزية)
- تود سترينج على موقع أول ميوزيك (الإنجليزية)
- تود سترينج على موقع ديسكوغز (الإنجليزية)